# Fulvio Tessitore
Fulvio Tessitore (Napoli, 10 maggio 1937) è un filosofo, storico della filosofia e politico italiano.

## Biografia e carriera
Tessitore si è laureato in giurisprudenza (la sua tesi ricevette dignità di stampa) presso l'Università degli Studi di Napoli, allievo di Pietro Piovani. Nel 1964 è libero docente "per meriti eccezionali" in Filosofia del diritto; l'anno successivo diventa professore ordinario. Ha dapprima insegnato, dal 1965 al 1975, Storia delle dottrine politiche; quindi, dal 1975 in poi, Storia della filosofia. È stato preside della Facoltà di Magistero dell'Università degli Studi di Salerno dal 1968 al 1973. Dal 1978 al 1993 è stato preside della Facoltà di Lettere e Filosofia dell'Università Federico II di Napoli, della quale è stato anche rettore dal 1993 al 2001.
Dal dicembre del 1983 è socio dell'Accademia dell'Arcadia col nome di Echione Cineriano. È inoltre socio nazionale dell'Accademia dei Lincei e di numerose altre accademie nazionali italiane e straniere. È professore emerito della Facultad de Humanidades dell'Università Centrale del Venezuela, con sede a Caracas, e professore onorario della Università dell'Avana (Cuba). Ha tenuto lezioni nelle università di Düsseldorf, Erlangen-Nürnberg (Norimberga), Braunschweig, Valencia, Halle-Wittenberg, Salamanca, Siviglia e molte altre. Ha diretto il Centro di studi vichiani del CNR dal 1970 al 1995 ed oggi fa parte del Consiglio scientifico dello stesso Centro.
È presidente della Fondazione Pietro Piovani per gli studi vichiani e del Consorzio interuniversitario "Civiltà del Mediterraneo". È presidente del Comitato Tecnico Scientifico della Fondazione Internazionale D'Amato onlus. È socio onorario dell'Istituto per l'Oriente “Carlo Alfonso Nallino” di Roma. È vicepresidente della Fondazione "Guido e Roberto Cortese". Siede inoltre nel Consiglio Direttivo dell'Istituto italiano per gli studi storici fondato da Benedetto Croce. È stato componente del Consiglio Scientifico dell'Istituto dell'Enciclopedia Italiana Treccani. È stato componente, dal 1989 al 1997, del Consiglio Universitario Nazionale, in cui è stato presidente del Comitato di Lettere, Lingue e Magistero (fino al 1993). È stato vice presidente della Fondazione Teatro di San Carlo (1997–2007), componente del Consiglio Generale della Fondazione Banco di Napoli dal 2000 al 2006, del Consiglio direttivo dal 1997 al 1998 e vice presidente dal 1999 al 2000 della CRUI, la Conferenza permanente dei Rettori delle Università italiane.
È Cavaliere di gran croce dell'Ordine al merito della Repubblica. È stato senatore della Repubblica italiana nella XIV legislatura (dal 30 maggio 2001 al 27 aprile 2006) nelle file dei Democratici di Sinistra - L'Ulivo e deputato nella XV Legislatura (dall'aprile 2006 all'aprile 2008) nelle file del L'Ulivo. È medaglia d'oro della Scuola dell'arte e della cultura (1983) e della Scienza e della cultura (1996).
È autore di una vastissima bibliografia di oltre 1500 titoli, tra i quali 26 volumi, ai quali sono stati assegnati numerosi premi.
Ha fondato e dirige i seguenti periodici scientifici:
- Bollettino del Centro di Studi Vichiani (dal 1971), diretto con G. Giarrizzo e G. Cacciatore, e (dal 2017) con G. Cacciatore, E. Nuzzo e M. Sanna.
- Archivio di Storia della Cultura (dal 1988), diretto dal 2018 con D. Conte e E. Massimilla.
- Civiltà del Mediterraneo: I serie, 1991-1995, diretta con G. Galasso e S. Moscati; II serie 2002 …, diretta con F. Lomonaco.

## Opere principali
- Aspetti del pensiero neoguelfo napoletano dopo il 1860, Morano, Napoli, 1962
- Crisi e trasformazioni dello Stato. Ricerche sul pensiero giuspubblicistico italiano tra 800 e 900, I ed. Morano, Napoli, 1963; III ed. Giuffrè, Milano, 1988
- I fondamenti della filosofia politica di Wilhelm von Humboldt, Morano, Napoli, 1965. Stampato in una nuova edizione nel 2013 per Liguori editore, con un saggio di Claudio Cesa e con la bibliografia aggiornata dei lavori di Fulvio Tessitore su W. von Humboldt
- Friedrich Meinecke storico delle idee, Le Monnier, Firenze, 1969
- Profilo dello storicismo politico, UTET, Torino, 1981, (traduzione spagnola 1993)
- Introduzione allo storicismo, Laterza, Roma-Bari, 1991, (V ed. 2010)
- Introduzione a Meinecke, Laterza, Roma-Bari, 1998
- Filosofia, storia e politica in Vincenzo Cuoco, Marco, Lungro (CS), 2002
- Contributi alla storia e alla teoria dello storicismo (voll. 5), Edizioni di Storia e Letteratura, Roma, 1995 – 2000
- Nuovi contributi alla storia e alla Teoria dello storicismo, Edizioni di Storia e letteratura, Roma, 2002 (II rist. 2004)
- Altri contributi alla storia e alla teoria dello storicismo, Edizioni di Storia e Letteratura, Roma, 2007,
- Kritischer Historismus, Böhlau, Köln – Weimar – Wien, 2005.
- Interpretazione dello storicismo, Scuola Normale Superiore, Pisa, 2008 (trad. spagnola, Barcellona, 2007).
- Contributi alla storiografia arabo-islamica tra Otto e Novecento, Edizioni di Storia e Letteratura, Roma, 2008. (III rist. 2008)
- Ultimi contributi alla storia e alla teoria dello storicismo, voll. 3, Edizioni di Storia e Letteratura, Roma 2010.
- La mia Napoli. Frammenti di ricordi e di pensieri, Grimaldi, Napoli, 1998.
- Letture quotidiane (voll. 7), Editoriale scientifica, Napoli, 1988-2010, che raccolgono articoli di giornali quotidiani.
- Trittico Anti-hegeliano da Diltehy a Weber. Contributo alla teoria dello storicismo, con una nora introduttiva di E. Massimilla, Edizioni di Storia e Letteratura, Roma, 2016
- Da Cuoco a Weber. Contributi alla storia dello storicismo, 2 voll., con una nota introduttiva di D. Conte, Edizioni di Storia e Letteratura, Roma, 2017.